# Johann Christian Reinhart
Johann Christian Reinhart, né le 24 janvier 1761 à Hof et mort le 9 juin 1847 à Rome, est un peintre et graveur bavarois. Il est l'un des fondateurs, avec Joseph Anton Koch, de la peinture de paysage classique allemande.

## Biographie
Reinhart est né à Hof, en principauté de Bayreuth. De 1768 à 1778, il fréquente le Gymnasium de Hof, où l'un de ses enseignants l'encourage à dessiner. La carrière artistique de Reinhart se partage entre ses débuts en Allemagne et ses années d'artiste professionnel en Italie.

### Débuts en Allemagne
Suivant les traces de son père diacre, Johann Christian commence à étudier la théologie, mais s'oriente de plus en plus vers l'art. Il suit les cours d'Adam Friedrich Oeser à Leipzig. En 1783, il déménage à Dresde, où il poursuit ses études avec Johann Christian Klengel, qui lui enseigne surtout les maîtres néerlandais. À la mort de sa mère en 1784, il passe quelque temps à Hof avant de retourner à Dresde. Il noue une amitié avec Friedrich Schiller en 1785.

### Artiste professionnel en Italie

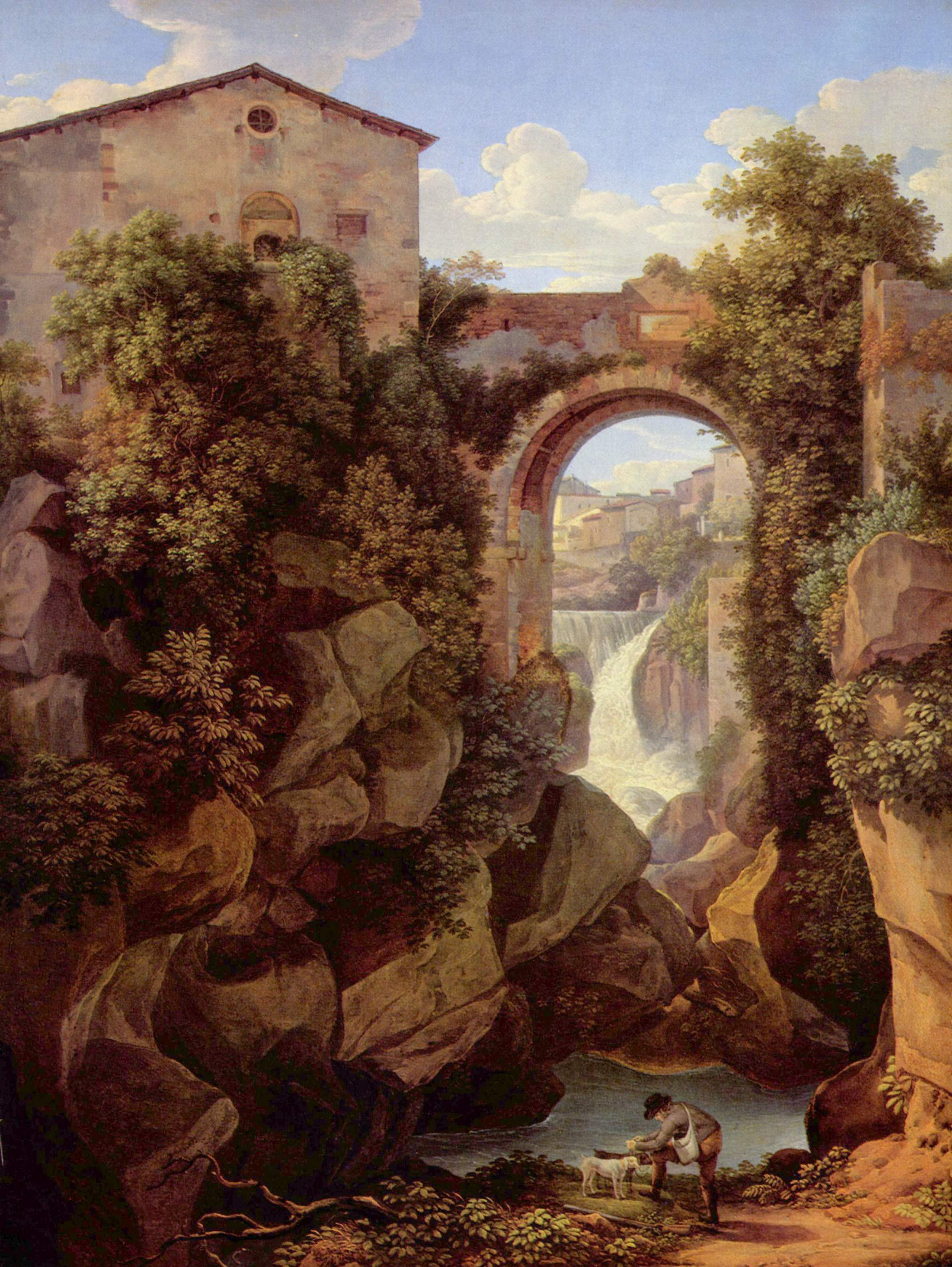
Vue sur Tivoli (1813)

En 1789, avec l'appui du prince héréditaire de Coburg-Gotha, il obtient une subvention du margrave d'Ansbach-Bayreuth, quitte Dresde et déménage à Rome. La subvention dure jusqu'en 1791-1792, lorsque le margraviat devient une partie de la Prusse. Reinhart joint le cercle des peintres classiques allemands Asmus Jacob Carstens et Joseph Anton Koch et devient un peintre remarquable du paysage historique. Il se consacre plus particulièrement à la peinture de paysage et à l'aquatinte. En 1801, il épouse une italienne, Anna Caffo, et a trois enfants avec elle. Ses peintures, ses dessins et ses eaux-fortes, dont il fait de nombreuses gravures, lui apportent la reconnaissance de son talent artistique et le succès financier.
En 1829, le futur roi Louis Ier de Bavière lui demande de peindre la vue de Rome que la villa royale, située au haut du Pincio, offre en direction des quatre points cardinaux. En 1839, il le nomme peintre du roi de Bavière. Ces peintures, qui mesurent quelque 179 cm sur 269 chacune, montrent une stabilité remarquable de la main et de l'œil. Elles se trouvent maintenant dans la Nouvelle Pinacothèque de Munich.

## Œuvres
Ses meilleures œuvres sont les Huit paysages historiques (1825), fresques du palais Massimi de Rome, et ses Vues à partir de la Villa Malta à Rome, peintes à tempera pour le roi Ludwig Ier de Bavière. La Nouvelle Pinacothèque de Munich abrite Quatre vues près de Rome ; le musée de Leipzig, Bois sur le rivage dans une tempête (1824) et Paysage avec Psyché (1829) ; le Städel de Francfort, un paysage avec Caïn et Abel ; et le musée de Cologne, une Vue à partir de Tivoli. Il a contribué pour 24 clichés à une collection de 72 gravures de perspectives italiennes publiée avec Albert Christoph Dies (en) et Jacob Wilhelm Mechau (de) sous le titre Malerisch radirte Prospecte aus Italien (1792–1798). En outre, il a gravé de nombreux autres paysages italiens et 38 études d'animaux (170 clichés au total).
L'originalité de Reinhart ne réside pas tant dans des inventions radicales, mais plutôt dans de nouvelles combinaisons de styles, de thèmes et de motifs connus. En les fusionnant avec art avec un thème noble, Reinhart a revitalisé le paysage héroïque.